# Dinosauři v Čechách
Dinosauři v Čechách je populárně naučná kniha, jejímž tématem jsou objevy velkých druhohorních plazů (dinosaurů, ptakoještěrů a mořských mosasaurů a plesiosaurů) na geografickém území současné České republiky. Autorem je popularizátor paleontologie a dalších přírodních věd Vladimír Socha. Tvůrcem ilustrací je původem slovenský výtvarník a paleoumělec Vladimír Rimbala.

## Obsah

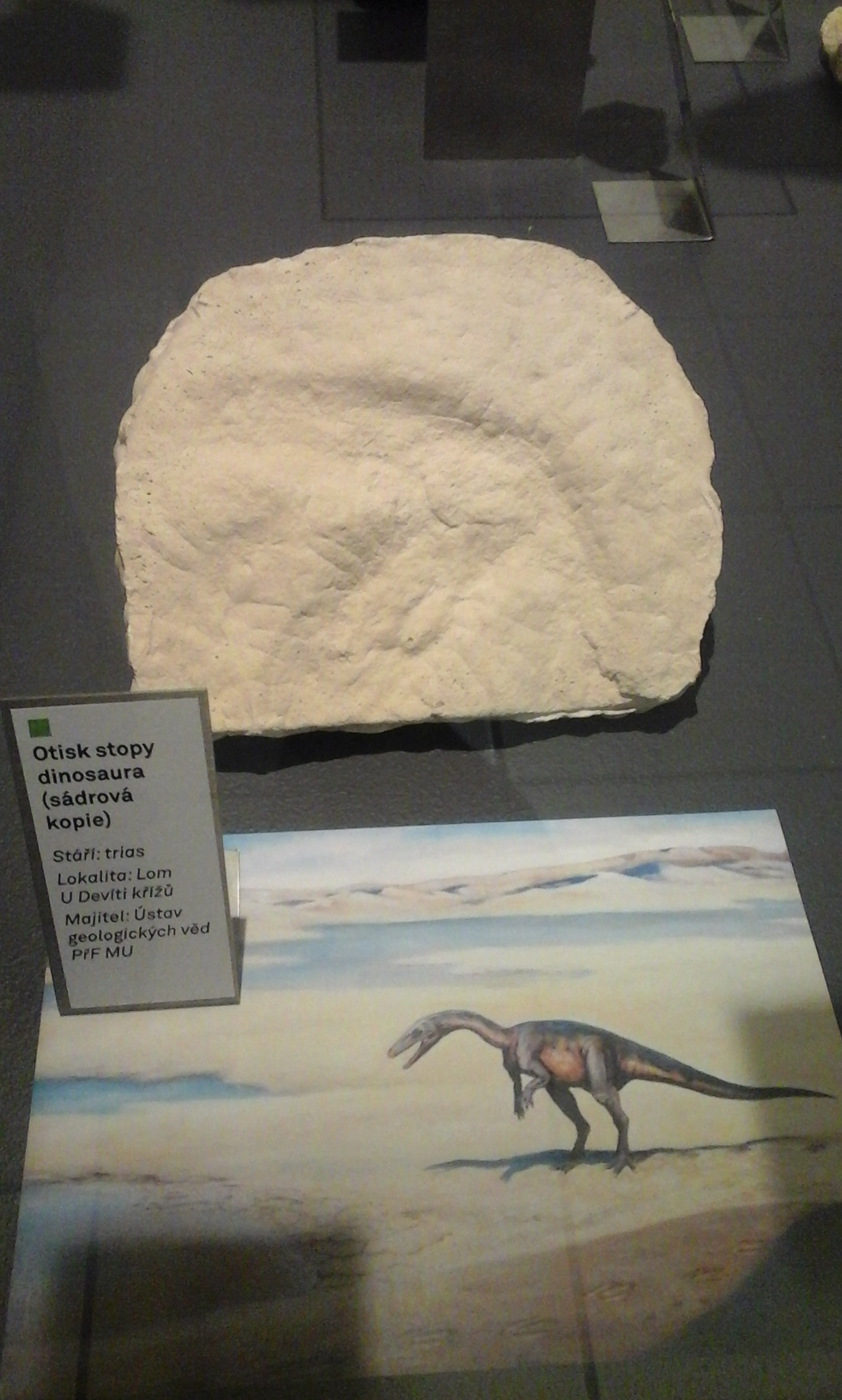
V knize se pojednává i o stopách dinosaurů, objevených v České republice. Jednou z nich je i tato tříprstá stopa teropoda z lomu U Devíti křížů u Červeného Kostelce.

Kniha pojednává o dějinách objevů dinosaurů i dalších druhohorních plazů ve světě i na území Česka, a to od starověku až po současnost. Dále se věnuje popisu současného výskytu fosilních objevů těchto pravěkých plazů i příběhům souvisejícím. Popisuje podrobně například objev trpasličího ornitopoda od Kutné Hory z roku 2003 (viz také Burianosaurus), identifikaci zubu tetanurního teropoda od Brna z roku 2012, objev mláděte azdarchoidního ptakoještěra od Chocně v roce 1880, objevy profesora Antonína Friče a mnoho dalšího. Kniha je vůbec prvním publikovaným uceleným pohledem na tyto objevy na českém území.

## Nakladatelské údaje
Kniha vyšla 15. května roku 2017 v pražském nakladatelství Vyšehrad. Ilustrátor Vladimír Rimbala byl v květnu 2018 nakladatelstvím Vyšehrad oceněn za tento titul výroční nakladatelskou cenou za výtvarné zpracování knihy.